# Tanjung Beringin (Kikim Selatan)
Tanjung Beringin is een bestuurslaag in het regentschap Lahat van de provincie Zuid-Sumatra, Indonesië. Tanjung Beringin telt 1322 inwoners (volkstelling 2010).